# James Ferguson (Wasserballspieler)
James „Jim“ Michael Ferguson (* 27. April 1949 in Kokomo, Indiana) ist ein ehemaliger Wasserballspieler aus den Vereinigten Staaten. Er gewann 1972 die olympische Bronzemedaille. 1971 siegte er mit dem Team der Vereinigten Staaten bei den Panamerikanischen Spielen.

## Karriere
1971 gewann Ferguson mit dem US-Team bei den Panamerikanischen Spielen in Cali, wobei die Mannschaft im entscheidenden Spiel die Kubaner mit 6:4 bezwang. Beim olympischen Wasserballturnier 1972 in München gewann das US-Team seine Vorrundengruppe vor den Jugoslawen. In der Finalrunde sicherte sich die Mannschaft aus der Sowjetunion die Goldmedaille vor den Ungarn, dahinter gewannen die Amerikaner die Bronzemedaille. Ferguson warf im Turnierverlauf neun Tore, davon zwei beim 6:6 gegen die Olympiasieger aus der Sowjetunion.
1975 belegte die US-Mannschaft den achten Platz bei der Weltmeisterschaft in Cali. Bei den Panamerikanischen Spielen in Mexiko-Stadt unterlag das US-Team der Mannschaft des Gastgeberlandes mit 3:6 und erhielt die Silbermedaille.
James Ferguson besuchte zunächst die Awalt High School und dann die University of California, Los Angeles, wo er 1971 im Fach Ökonomie graduierte. Von 1968 bis 1976 spielte er im Verein bei der De Anza Athletic Foundation in Cupertino.